# Преонная звезда
Прео́нные звёзды — гипотетические космические объекты, состоящие из преонов, предполагаемых элементарных частиц, входящих в состав кварков. Плотность такого объекта должна быть ещё выше, чем у кварковой звезды, и достигать 1020 г/см³. При этом масса не может превышать ~100 масс M☉, а диаметр ~10 м. По другим источникам, плотность составляет по крайней мере 1023 г/см³, максимальная масса достигает ~ 100 M⊕, а максимальный радиус не более ~ 1 м. Возможно, такие объекты могут входить в состав холодной тёмной материи, разрешая парадокс недостаточности массы видимых объектов для сохранения целостности галактик.

## Происхождение
Теоретически, преонные звёзды могли сформироваться на ранней стадии после Большого взрыва вследствие флуктуаций плотности, из первичной преонной материи, либо при коллапсе массивных звёзд и сохраниться до наших времён. Однако механизм их формирования неясен. Также возможно, что они образуются при взрыве звезды с массой в 3 массы Солнца.

## Возможности наблюдения
Преонная звезда не излучает, но, согласно расчётам, может быть обнаружена по эффекту гравитационной линзы гамма-излучения. По другим источникам, возможно обнаружение также по космическим лучам ультравысоких энергий. Экспериментальных подтверждений пока не обнаружено.